# U-195
| U-195 | U-195 | U-195 |
| --- | --- | --- |
| U 195 | | |
| | | |
| Трофейні німецькі підводні човни U-861 (на передньому плані), однотипний з U-195, та U-953 типу VII. Тронгейм. 19 травня 1945 | | |
| Верф | Deutsche Schiff- und Maschinenbau, AG Weser, Бремен | Deutsche Schiff- und Maschinenbau, AG Weser, Бремен |
| Під прапором | Третій Рейх Японська імперія | Третій Рейх Японська імперія |
| Належність | Крігсмаріне · Імперський флот Японії | Крігсмаріне · Імперський флот Японії |
| Порт приписки | Штеттін Лор'ян Пінанг | Штеттін Лор'ян Пінанг |
| Замовлення | 4 листопада 1940 | 4 листопада 1940 |
| Закладений | 15 травня 1941 | 15 травня 1941 |
| Спуск на воду | 8 квітня 1942 | 8 квітня 1942 |
| Введений до складу флоту | 24 вересня 1942 | 24 вересня 1942 |
| Переданий | 5 травня 1945 | 5 травня 1945 |
| На службі | 1942—1945 | 1942—1945 |
| Бойовий досвід | Друга світова війна Битва за Атлантику | Друга світова війна Битва за Атлантику |
| Проєкт | | |
| Тип ПЧ | великий океанський торпедний ДПЧ | великий океанський торпедний ДПЧ |
| Основні характеристики | | |
| Швидкість (надводна) | 18,2 вузлів (33,7 км/год) | 18,2 вузлів (33,7 км/год) |
| Швидкість (підводна) | 7,3 (13,5 км/год) | 7,3 (13,5 км/год) |
| Робоча глибина занурення | 100 м | 100 м |
| Гранична глибина занурення | 230 м | 230 м |
| Дальність плавання | 63 милі (117 км) км на швидкості 4 вузли (7,4 км/год) (у підводному положенні) 13 450 морських миль (24 910 км на швидкості 10 вузлів (19 км/год) (у надводному положенні) | 63 милі (117 км) км на швидкості 4 вузли (7,4 км/год) (у підводному положенні) 13 450 морських миль (24 910 км на швидкості 10 вузлів (19 км/год) (у надводному положенні) |
| Екіпаж | 48 офіцерів та матросів | 48 офіцерів та матросів |
| Розміри | | |
| Довжина найбільша (по КВЛ) | 87,60 м | 87,60 м |
| Ширина корпусу найб. | 7,50 м | 7,50 м |
| Висота | 10,2 м | 10,2 м |
| Середня осадка (по КВЛ) | 5,40 м | 5,40 м |
| Водотоннажність надводна | 1 610 т | 1 610 т |
| Водотоннажність підводна | 1 799 т | 1 799 т |
| Силова установка | | |
| Дизель-електрична: 2 дизельні двигуни MAN M 9 V 40/46 2 електродвигуни Siemens-Schuckert 2 GU 345/34                          | | |
| Гвинти | 2 | 2 |
| Потужність | 2 × 2 200 к.с. (дизелі) 2 × 740 к.с. (електродвигуни) | 2 × 2 200 к.с. (дизелі) 2 × 740 к.с. (електродвигуни) |
| Озброєння | | |
| Артилерія | 1 × 105-мм палубна гармата SK C/32 | 1 × 105-мм палубна гармата SK C/32 |
| Торпедно- мінне озброєння | 4 носових і 2 кормових ТА; 24 торпеди або 48 мін TMA чи TMB | 4 носових і 2 кормових ТА; 24 торпеди або 48 мін TMA чи TMB |
| ППО | 1 × 37-мм зенітна гармата SKC/30 2 (1 × 2) × 20-мм зенітні гармати FlaK 30                                                                                                 | 1 × 37-мм зенітна гармата SKC/30 2 (1 × 2) × 20-мм зенітні гармати FlaK 30                                                                                                 |

U-195 — німецький великий океанський підводний човен типу IXD1, що входив до складу Військово-морських сил Третього Рейху за часів Другої світової війни. Закладений 15 травня 1941 року на верфі Deutsche Schiff- und Maschinenbau, AG Weser у Бремені під будівельним номером 1041. Спущений на воду 8 квітня 1942 року, а 24 вересня 1942 року корабель увійшов до складу ВМС нацистської Німеччини.

## Історія служби
U-195 належав до серії німецьких підводних човнів типу IXD1, великих океанських човнів, призначених діяти на морських комунікаціях противника на далеких відстанях у відкритому океані. Цей човен являв собою збільшену на 11 м версію базового варіанту типу IX. Радіус дії цього човна дещо зменшився, проте максимальна швидкість зросла, досягши понад 20 вузлів. Досягти такої швидкості вдалося шляхом заміни стандартних дизелів фірми MAN на дизелі Viertakt Dieselmotoren MB501 фірми Daimler-Benz, які на той час встановлювали на торпедних катерах Крігсмаріне. Втім, на практиці дизельні двигуни MB501 мали значні вади й флотське керівництво, побудувавши тільки два екземпляри, U-180 і U-195, відмовилося від подальшого використання цих човнів.
24 вересня 1942 року U-195 розпочав службу у складі 4-ї навчальної флотилії, з 1 квітня 1943 року переведений до бойового складу 12-ї флотилії ПЧ, а з 1 жовтня 1944 року перейшов до 33-ї флотилії ПЧ Крігсмаріне. З березня 1943 року і до березня 1945 року U-195 здійснив 3 бойових походи в Атлантичний та Індійський океани, в яких провів 298 днів. За цей час човен потопив 2 торгових суден (14 391 GRT) і ще одне судно пошкодили (6 797 GRT).
Після капітуляції Німеччини на початку травня 1945 року U-195 перейшов у підпорядкування Імператорського флоту Японії, де 15 липня був прийнятий на озброєння як I-506. Підводний човен здався союзникам у Сурабаї в серпні 1945 року, був затоплений 15 лютого 1946 року. 1 серпня 1947 року. Деякі члени німецького екіпажу були затримані голландськими військовими в Маланзі (Східна Ява).

## Командири
- Корветтен-капітан Гайнц Бухольц (5 вересня 1942 — 17 жовтня 1943)
- Оберлейтенант-цур-зее резерву Фрідріх Штайнфельдт (16 квітня 1944 — 5 травня 1945)

## Перелік уражених U-195 суден у бойових походах
| №                                                    | Дата           | Командир ПЧ          | Назва                  | Тип                | Належність | Водотоннажність (брт) | Вантаж | Конвой       | Результат та координати                                               | Наслідки атаки для екіпажу    | Прим. |
| ---------------------------------------------------- | -------------- | -------------------- | ---------------------- | ------------------ | ---------- | --------------------- | --- | ------------ | --------------------------------------------------------------------- | ----------------------------- | ----- |
| Перший похід (20.03—23.07.1943, 126 діб; Кіль—Бордо) |                |                      |                        |                    |            |                       | |              |                                                                       |                               |       |
| 1                                                    | 11 квітня 1943 | Kptlt. Гайнц Бухольц | James W. Denver        | суховантажне судно | США        | 7 200                 | 6000 тонн цукру, кислоти, борошна, деталей літаків, транспортних засобів, бульдозерів і 12 літаків P-38 на палубі | Конвой UGS 7 | потоплено 28°52′ пн. ш. 26°30′ зх. д. / 28.867° пн. ш. 26.500° зх. д. | 69 (2 загинули та 67 вціліли) |       |
| 2                                                    | 7 травня 1943  | Kptlt. Гайнц Бухольц | Samuel Jordan Kirkwood | суховантажне судно | США        | 7 191                 | баласт |              | потоплено 15°00′ пд. ш. 07°00′ зх. д. / 15.000° пд. ш. 7.000° зх. д.  | 71 (усі вціліли)              |       |
| 3                                                    | 12 травня 1943 | Kptlt. Гайнц Бухольц | Cape Neddick           | суховантажне судно | США        | 6 797                 | 7100 тонн продовольства, боєприпасів, частин літаків, джипів, 20 танків і локомотивів як палубний вантаж          |              | пошкоджено 23°21′ пд. ш. 01°22′ зх. д. / 23.350° пд. ш. 1.367° зх. д. | 76 (усі вціліли)              |       |